# The Man Behind the Curtain (Lost)
The Man Behind the Curtain este un episod al serialului de televiziune Lost, sezonul 3.